# Roksolany
Roksolany (ukrainisch Роксолани; russisch Роксоланы, rumänisch Roxolani) ist ein Dorf am Ostufer des Dnister-Limans in der ukrainischen Oblast Odessa mit etwa 1600 Einwohnern (2001).

## Geografische Lage
Die Ortschaft liegt auf einer Höhe von 38 m im Süden des Rajon Odessa an der Fernstraße N 33 (Regionalstraße P–70) zwischen dem ehemaligen Rajonzentrum Owidiopol 9 km nördlich und dem an der Schwarzmeerküste gelegenen Dorf Karolino-Buhas 7 km südöstlich.
Das Gemeindezentrum Dalnyk befindet sich 14 km nordöstlich und das Oblastzentrum Odessa 46 km nördlich vom Dorf.

## Geschichte
Auf dem Areal der heutigen Ortschaft von Roksolany befand sich seit 1657 die türkisch-tatarische Siedlung Hirybursyn (ukrainisch Гірибурзин). Nach dem 6. Russisch-Türkischen Krieg gehörte diese von 1793 an dem russischen Staatsmann und Abenteuerer Adrian Moissejewitsch Gribowski (Адриан Моисеевич Грибовский; 1766–1833) und ab 1803 war die Siedlung im Besitz der Familie von Marchozkych. Erstmals als Roksolany schriftlich erwähnt wurde das Dorf 1856 (In der Geschichte der Städte und Dörfer der Ukrainischen SSR werden die 1840er Jahre als Gründungsjahre genannt).
Während des Zweiten Weltkrieges war das Dorf zwischen 1941 und 1944 von rumänischen Truppen besetzt. Nach der Befreiung durch die Rote Armee wurde das Dorf Bestandteil der Ukrainischen SSR innerhalb der Sowjetunion und nach deren Zerfall 1991 Teil der unabhängigen Ukraine.
Am 4. August 2017 wurde das Dorf ein Teil der Landgemeinde Dalnyk im Rajon Owidiopol; bis dahin bildete es die Landratsgemeinde Roksolany (Роксоланівська сільська рада/Roksolaniwska silska rada) im Süden des Rajons Owidiopol.
Am 17. Juli 2020 wurde der Ort Teil des Rajons Odessa.

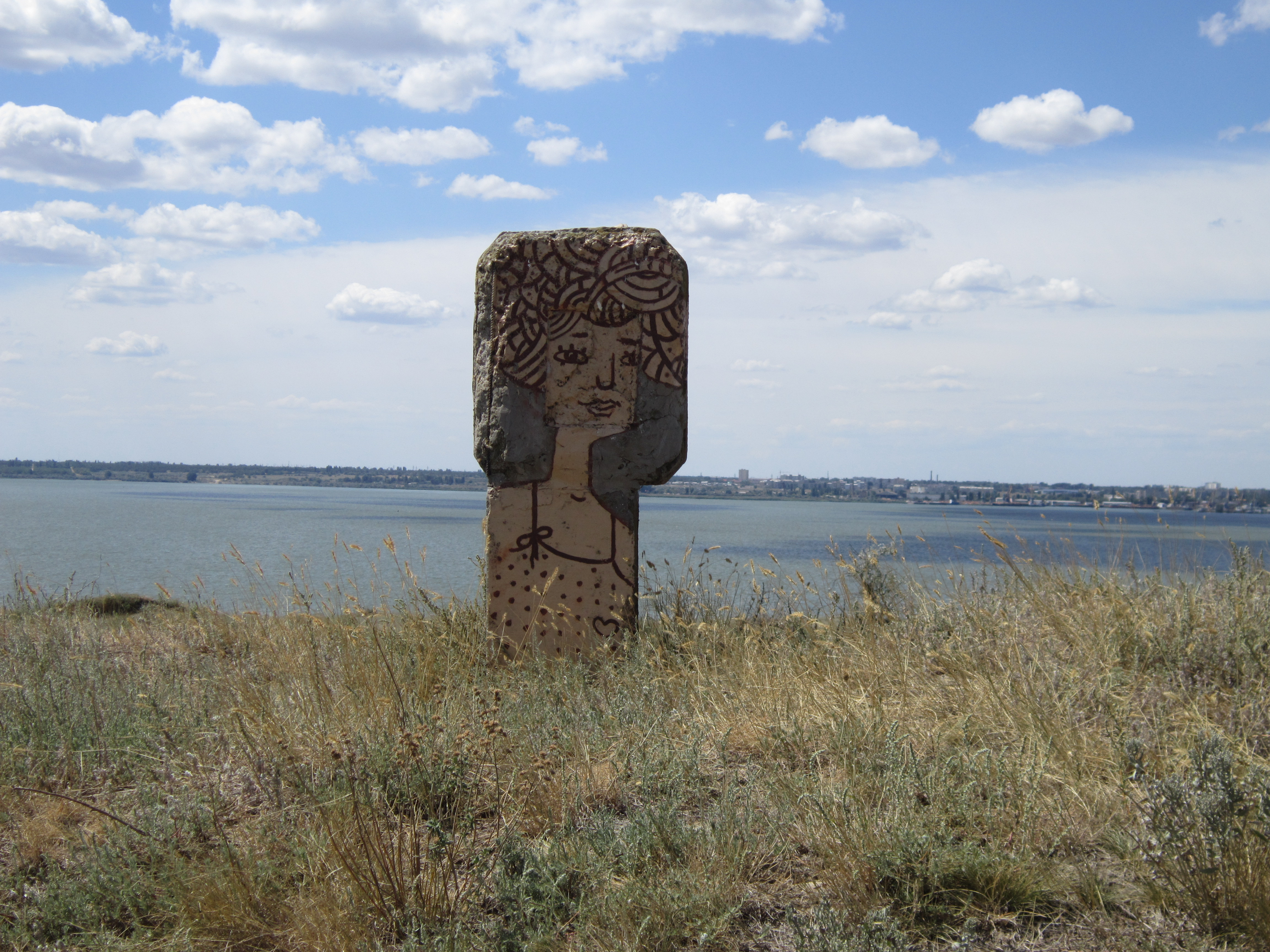
Standort der Antiken Stadt Nikonion

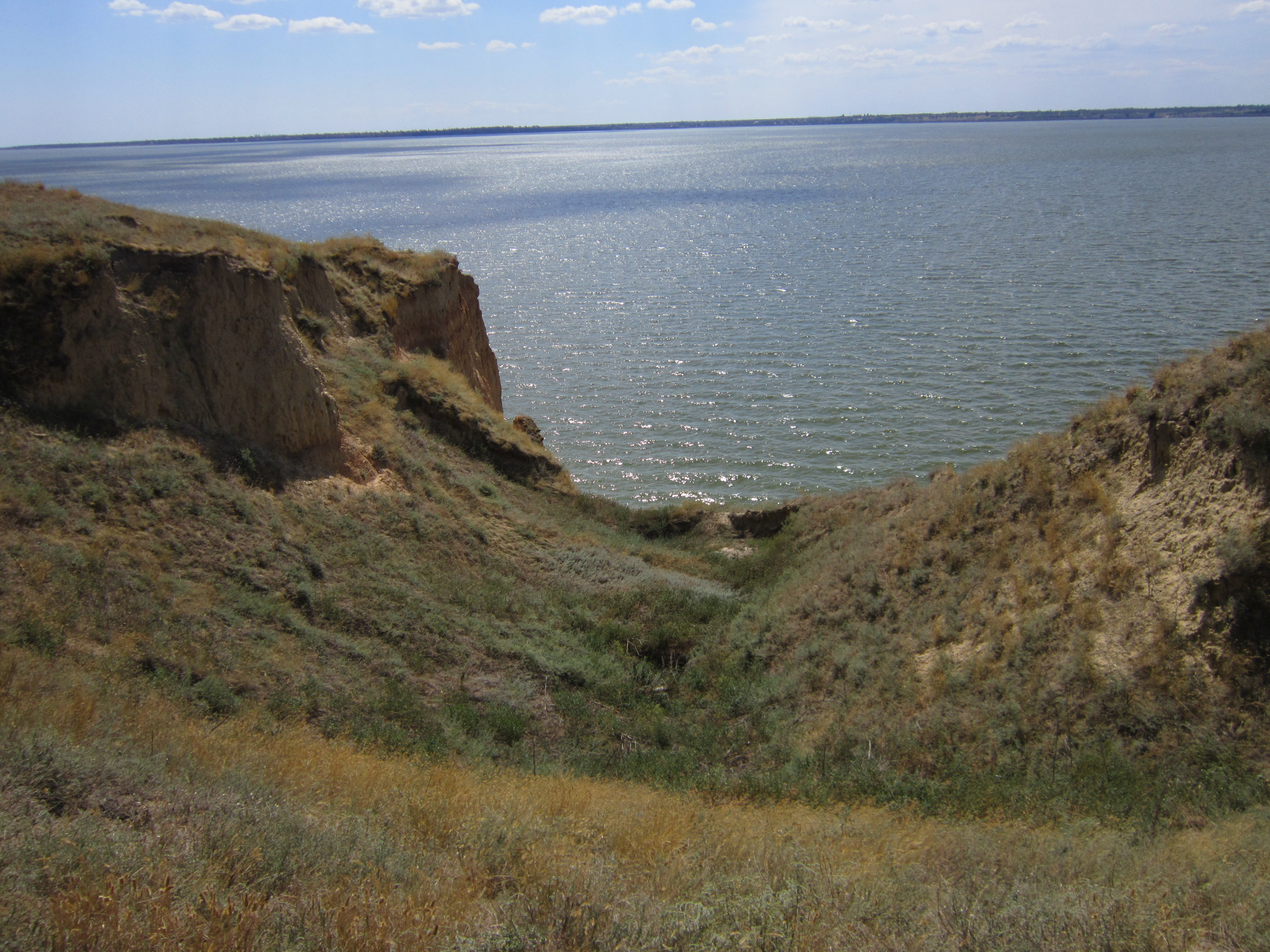
Der Dnister-Liman bei Nikonion

## Antike Stadt Nikonion
300 Meter nordwestlich des modernen Dorfes Roksolany befinden sich die Ruinen der in der zweiten Hälfte des 6. Jahrhunderts vor Christus von Kolonisten aus der ionischen Stadt Milet gegründeten und bis zum 3. Jahrhundert nach Christus existierenden antiken griechischen Stadt Nikonion. Am gegenüberliegenden Ufer des Limans lag, auf dem Gebiet der heutigen Stadt Bilhorod-Dnistrowskyj, die ebenfalls griechische Stadtgründung Tyras, benannt nach dem damaligen Namen des Flusses Dnister.